# Хитько Володимир Васильович
Володимир Васильович Хитько́ (16 вересня 1914, Миргород — 19 листопада 1984, Донецьк) — український радянський майстер художнього різьблення по дереву, член Спілки радянських художників України. 

## Біографія
Народився 16 вересня 1914 року в місті Миргороді (нині Полтавська область, Україна). Походив з відомого роду художників Хитьків. Його батько — Василь Іванович, все життя жив і працював у Миргороді. Усі народилися і поховані в Миргороді на Троїцькому кладовищі. Протягом 1930—1932 років вчився в студії образотворчого мистецтва при Московській спілці художників; у 1934—1936 роках — у підготовчих класах живописного факультету Інституту живопису, скульптури та архітектури в Ленінграді (вчителі з фаху — М. Федоров, В. Голуб, Халабуцький).
Брав участь у німецько-радянській війні. Нагороджений медаллю «За бойові заслуги» (30 квітня 1945). Член ВКП(б) з 1949 року.
Мешкав у Донецьку в будинку на вулиці Газети «Соціалістичний Донбас», № 22, квартира № 18. Помер у Донецьку 19 листопада 1984 року.

## Творчість
Працював в галузі декоративного мистецтва (різьблення по дереву). Серед робіт:
- тематичний стенд «Мистецтво належить народові» (1950);
- барельєф «Богдан Хмельницький» (1954);
- декоративне блюдо «Співає Україна» (1957);
- панно «Слава Донеччини» (1960);
- декоративна таріль «Дівчина та голуб» (1969).

Брав участь у республіканських виставках з 1947 року, всесоюзних — з 1948 року.